# Sphaerodactylus schuberti
Sphaerodactylus schuberti — вид геконоподібних ящірок родини Sphaerodactylidae. Ендемік Домініканської Республіки.

## Поширення і екологія
Sphaerodactylus schuberti відомі з типової місцевості, розташованої в горах Сьєрра-де-Неїба, на висоті 273 м над рівнем моря. Вони живуть в сухих тропічних лісах, в заростях агави. Відкладають яйця.

## Збереження
МСОП класифікує цей вид як такий, що перебуває на межі зникнення. Sphaerodactylus schuberti загрожує знищення природного середовища. 